# 刺鼠肽基因
刺鼠肽基因（英語：ASIP gene），也称Agouti基因、刺鼠基因等，是一种决定哺乳动物毛色分布的基因，通过刺鼠信号蛋白（agouti-signaling protein，ASIP）等产物调控了哺乳动物体内天然色素、黑色素等的分布。由于家养哺乳动物在生物医学研究中的便利性，这一基因的主要机制在这些模式生物中多有研究。

## 动物毛色
在犬类中，刺鼠肽基因（Agouti基因）亦和许多毛色和毛色模式相关。在猫中，刺鼠肽基因的显性形式会产生虎斑猫，而隐性形式则可能产生并非虎斑的猫。
在马中，Extension和Agouti两个基因位点共同决定了黑色素细胞的形成。前者與真黑素的合成有關，可使馬的鬓毛、尾巴、小腿、耳尖等部位產生黑色的重點色，後者則抑制了前者的活性，从而使其棕黑素构成的红色显露在表面，产生棗色的马。这两个基因座在影响毛色的同时，还会影响马的行为。
Agouti黄色基因（英語：agouti yellow） 杂合小鼠有着黄色毛发，更易患肥胖症；而由于Agouti黄色基因是一种隐形致死等位基因，纯合子会在胚胎发育阶段死亡。有着非Agouti等位基因的小鼠有着刺鼠黄色以外的毛色，例如黑色。